# الخينس (حزم العدين)

تعديل مصدري - تعديل

الخينس محلة تابعة لقرية رحض، التابعة لعزلة بني اسعد بمديرية حزم العدين إحدى مديريات محافظة إب في الجمهورية اليمنية، بلغ تعداد سكانها 26 حسب تعداد اليمن لعام 2004.